# Ярощук Володимир Іванович
Ярощук Володимир Іванович (нар. 20 листопада 1969, м. Козятин, Вінницька область) — член Партії регіонів; ВР України, член фракції Партії регіонів (з 11.2007), член Комітету боротьби з орг. злочинністю і корупцією (з 12.2007).
Народився 20 листопада 1969 р.(м.Козятин, Вінн. обл.); дружина Людмила Миколаївна (1969) — директор ТОВ «Незалежний реєстратор підприємств харчової промисловості»; дочка Яна (1991); син Тарас (1997).
Освіта: Харків. інститут інженерів залізн. транспорту (1986–1992), «Вагонобудування та вагонне господарство», інж. шляхів сполучення — механік; Нац. академія держ. упр. при Президентові України (2003-).
07.1988-09.89 — служба в армії. 07.1992-03.94 — заст. нач. цеху залізничного транспорту, Лисичанський склозавод. 03.1994-08.95 — оперуповноважений, Лисичанський міськвідділ УСБУ в Луган. обл. 09.1995-03.98 — менеджер, КВКФ «Побут-радіотехніка» (м. Луганськ). 04.-10.1998 — спеціаліст трейдерського відд., ЗАТ «Енсті» (м. Київ). 10.1998-12.2000 — заст. директора з економіко-правових питань, ТДВ ДТ «Запоріжсталь Інвест». 2000-02 — заст. голови правління з загальних питань, ВАТ швейна фабрика «Спецодяг» (м. Київ). 2003-06 — помічник-консультант нар. деп. України.

## Депутатська діяльність
Народний депутат України 6-го скликання з кінця травня 2006 року. Обраний від Партії регіонів., № 72 в списку. На час виборів: нар. деп. України, член ПР.
10 серпня 2012 року у другому читанні проголосував за Закон України «Про засади державної мовної політики», який суперечить Конституції України, не має фінансово-економічного обґрунтування і спрямований на знищення української мови. Закон було прийнято із порушеннями регламенту.
Народний депутат України 5-го скликання з квітня 2006 по листопад 2007 від Партії регіонів, № 73 в списку. На час виборів: помічник-консультант народного депутата України, член ПР. член Комітету з питань боротьби з організованою злочинністю і корупцією (з 07.2006), член фракції Партії регіонів (з 05.2006).

## Ресурси інтернет
- "Хто є хто в Україні", видавництво "К.І.С."